# Zbigniew Bogusław Horodyński

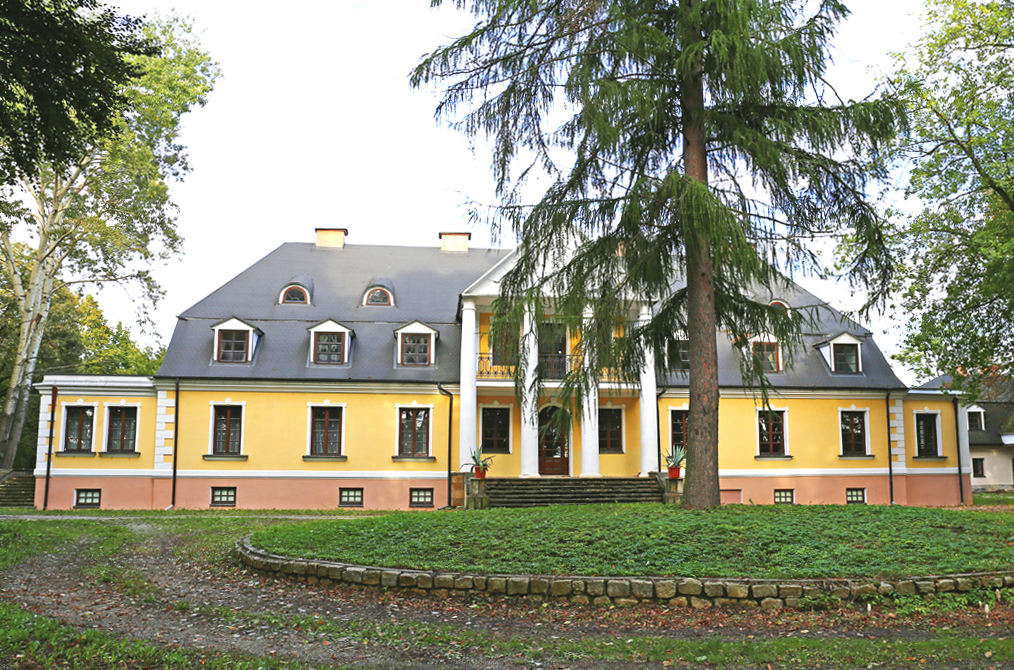
Dwór Horodyńskich w Zbydniowie

Zbigniew Bogusław Horodyński herbu Korczak (ur. 7 kwietnia 1887 w Zbydniowie, zm. 24 czerwca 1943 tamże) – polski ziemianin, właściciel majątku w Zbydniowie.   

## Życiorys
Był synem Zbigniewa Leona Horodyńskiego i Marii Podleskiej herbu Bogoria (1861–1933).
Lata młodości spędził podobnie jak rodzeństwo: nauka w domu pod okiem guwernera i egzaminy przeprowadzane przez kierownika szkoły powszechnej w Zbydniowie. Ukończył liceum we Lwowie, a później Akademię Rolniczą w Dublanach. Kolejnym etapem jego edukacji był wydział leśny Wyższej Szkoły Leśnej w Wiedniu. Brał udział w I wojnie światowej, jako porucznik armii austriackiej. Na przełomie 1914 i 1915 znajdował się w obleganej kilka miesięcy przez wojska rosyjskie twierdzy Przemyśl. Po podaniu się miasta 22 marca 1915  trafił do niewoli rosyjskiej i został wywieziony do Samarkandy. Wkrótce potem przyjechała za nim do Rosji jego narzeczona  – Zofia Gieczewicz, którą poznał w Krakowie. Mieli się pobrać w 1914 roku, na przeszkodzie stanęła jednak wojna. Zofia jako mieszkanka Litwy, była poddaną cara i mogła poruszać się swobodnie po terenie całego Imperium Rosyjskiego. Dzięki jej wstawiennictwu zwolniono go z niewoli i dopiero wtedy narzeczeni mogli wziąć ślub. Ceremonia odbyła się w Kazaniu. Świadkiem na ślubie był profesor Maksymilian Tytus Huber.
W 1918 roku Horodyńscy wrócili do Zbydniowa. Po śmierci ojca w 1930 przejął majątek który zajmował powierzchnię ok. 1200 ha. Obejmował kilka miejscowości: Zbydniów, Kotową Wolę i Dzierdziówkę. Posiadali także duży majątek leśny Wiazyń w powiecie Wilejka na Wileńszczyźnie. Znajdował się tam drewniany dwór, dwa tartaki, stawy i lasy. Specjalizował się szczególnie w hodowli koni oraz krów rasy czerwonej polskiej. W swojej stadninie hodował konie wyścigowe i pociągowe. Sprzedawał je m.in. wojsku, startowały też z powodzeniem na hipodromach Polski i Europy m.in. w Nicei i Cannes. W latach dwudziestych należał do czołowych jeźdźców cywilnych w Polsce. Był też zapalonym myśliwym. 
Utrzymywał rozległe kontakty towarzyskie. Świadczyło to o jego pozycji w społeczeństwie, spotykał się często ze swoimi bliskimi sąsiadami – Lubomirskimi z Charzewic, Horochami z Wrzaw, Tarnowskimi z Tarnobrzega, Sokołowskimi z Łoniowa, Tyszkiewiczami z Kolbuszowej oraz innymi przedstawicielami polskiego ziemiaństwa. Zdjęcie, które zachowało się w rodzinnym archiwum, przedstawia  Zbigniewa w towarzystwie znanych w Polsce osób. Znajdują się na nim: - major Henryk Dobrzański „Hubal”, Zbigniew Horodyński, Roman Potocki, pułkownik Tadeusz Lechnicki z synem.   

„Dom państwa Horodyńskich był szeroko otwarty, gościnny, kipiący życiem i radością. Pan Zbigniew Horodyński – pełen inicjatywy, niezmordowany, świetny gospodarz, zawołany hodowca, jeździec i myśliwy.

Po wybuchu II wojny światowej z żoną byli członkami, początkowo Związku Walki Zbrojnej, a później Armii Krajowej. Podczas okupacji hitlerowskiej, utrzymywali liczną grupę krewnych wysiedlonych z poznańskiego i Pomorza oraz uciekinierów z dawnych województw wschodnich.

## Śmierć
W nocy z 24 na 25 czerwca 1943 niemiecki oddział Waffen-SS dowodzony przez hupsturmführera Erwina Ehlersa dokonał mordu rodziny Horodyńskich. Zginął zamordowany w dworze razem z żoną, córką i służbą – zginęło 19 osób (w tym 2 dzieci i 13 kobiet) z rodziny oraz gości, którzy w tym czasie świętowali ślub młodej kuzynki Horodyńskich. Uratowało się tylko trzech synów: Dominik (którego nie było na weselu), Andrzej i Zbigniew ukryci na strychu dworu. Mord zlecił okupacyjny zarządca majątku Lubomirskich w Charzewicach Martin Fuldner.  
W dzień po zbrodni, oficer SS wręczył wójtowi gminy i miejscowemu proboszczowi oświadczenie i rozkazał, aby je ogłosić z ambony. Brzmiało one: „Byliśmy zmuszeni zastrzelić 20 osób, aby uratować życie 2000 ludzi, którzy przez kontakty Horodyńskiego z bandami i komunistami są zagrożeni”.  

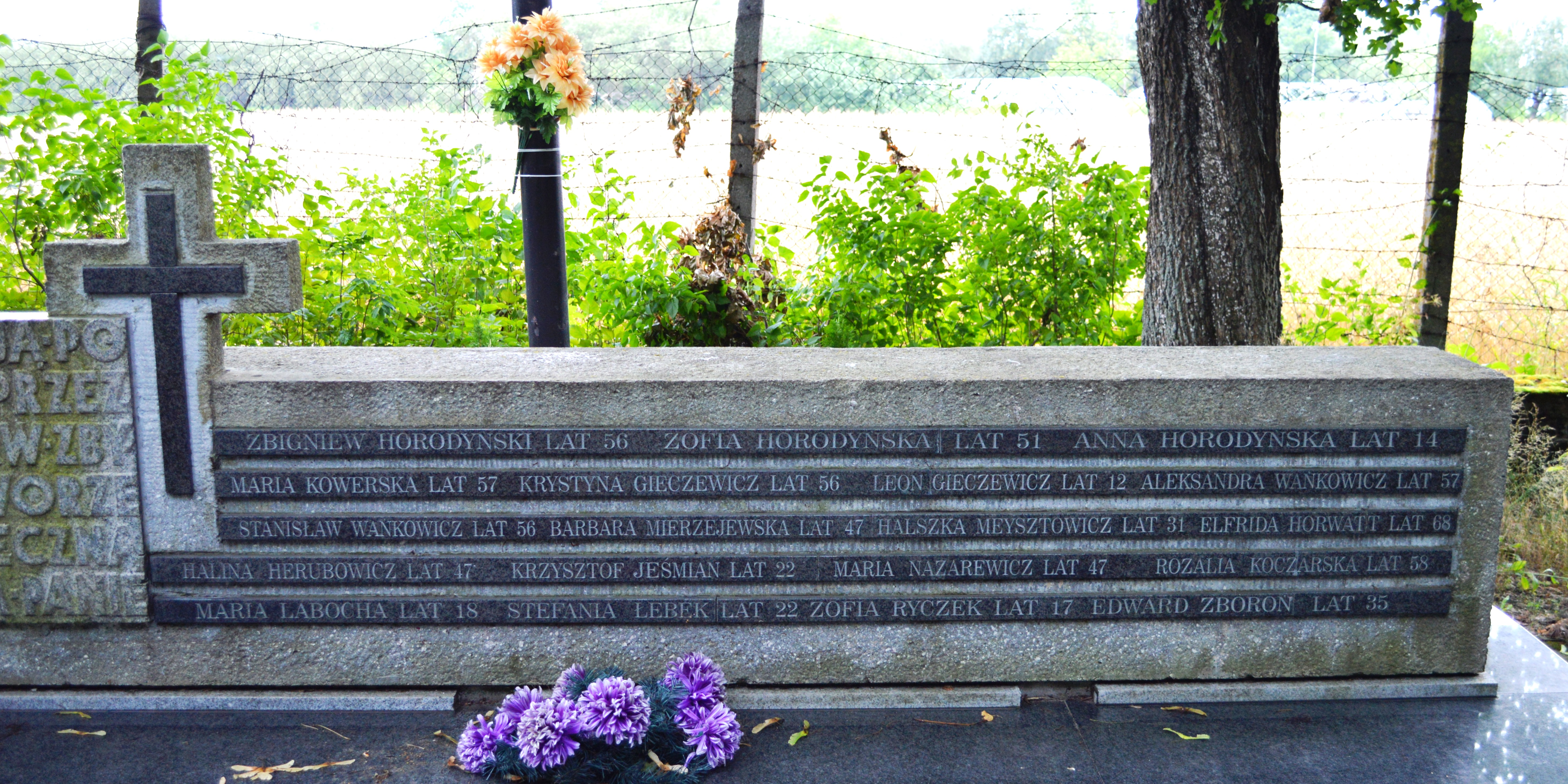
Grób ofiar zbrodni

Zostali pochowani w zbiorowej mogile w dworskim parku. Na kamiennej platformie znajduje się mur z krzyżem. W granicie wykuty jest napis: Tu spoczywają pomordowani przez hitlerowców w zbydniowskim dworze 24 VI 1943 + Wieczną radość – daj im Panie.

## Rodzina
Ożeniony z Zofią Gieczewicz herbu Leliwa (1892–1943). Mieli czworo dzieci: trzech synów – Dominika (1919-2008), Zbigniewa (1921-1944), Andrzeja (1923-1944) i córkę – Annę (1929-1943).

## Upamiętnienie
Imię Rodziny Horodyńskich zostało nadane szkole podstawowej w Zbydniowie.